# Francisco Nerli el Joven
Francisco Nerli, el joven (Florencia, 1636 - Roma, 8 de abril de 1708) fue un cardenal italiano.
A lo largo de su vida, el cardenal Nerli sirvió a cinco Papas, desde Clemente X a Clemente XI. Fue nuncio extraordinario en Polonia y en Austria, arzobispo de Florencia (1670-1683), Nuncio en la Corte de Luis XIV de Francia, secretario de Estado de la Santa Sede (1673-1676), obispo de Asís (1685-1689). Fue nombrado cardenal en 1673 y titular de la Iglesia de San Mateo en Via Merulana (Roma), donde actualmente tiene sede la Casa General de la Congregación del Santísimo Redentor.
| Predecesor: Federico Borromeo | Secretario de Estado de la Santa Sede 1673 - 1676 | Sucesor: Alderano Cybo-Malaspina |